# STMicroelectronics

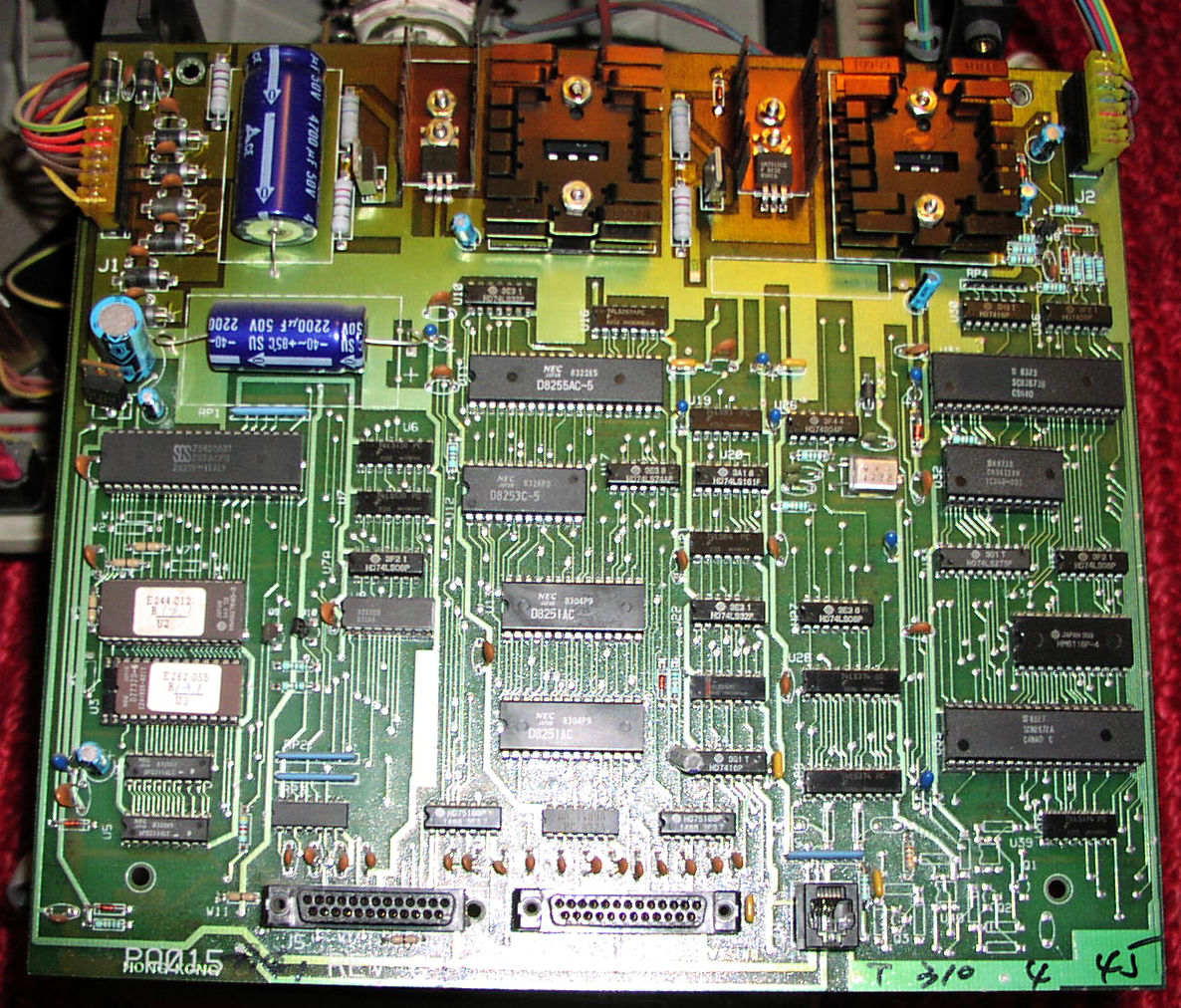
Moderkortet från en Visual 50, med en SGS Z8400AB1 CPU.

STMicroelectronics, även känt som ST, är en fransk-italiensk halvledartillverkare med huvudsäte i Genève i Schweiz. Företaget är noterat vid börserna CAC 40, NYSE och Euronext.

## Historia
ST bildades 1987 efter en sammanslagning av de två halvledarföretagen SGS Microelettronica från Italien och Thomson Semiconducteurs från Frankrike. Den senare var ett dotterbolag till det franska elektronikföretaget Thomson (nuvarande Vantiva). I maj 1998 byte företaget namn från SGS-Thomson Microelectronics till STMicroelectronics.
I augusti 2008 slog ST och Ericsson samman sina avdelningar för trådlösa system till ett samägt bolag, ST-Ericsson. Samarbetet fungerade inte och bolaget upplöstes igen år 2013.
Företaget tillverkade sensorerna som används i handkontrollerna till Nintendo Wii.

## Sverigeverksamheten
STMicroelectronics verksamhet i Sverige är en fabrik som dotterbolaget STMicroelectronics Silicon Carbide AB har i Norrköping och som tillverkar plattor (wafers) av kiselkarbid för kraftelektronik, främst till fordonsindustrin. Fabriken byggdes på initiativ av finska Okmitec och ägdes tidigare av Epigress och sedan av Norstel men köptes år 2019 upp av STMicroelectronics. År 2022 hade fabriken 76 personer anställda.